# Irradiation professionnelle
Dès le début de leur utilisation, sans précaution particulière, les rayonnements ionisants se sont révélés dangereux pour les utilisateurs, que ce soit en médecine ou dans les applications industrielles. Après les premiers accidents la fixation des premières normes de dose maximale d’exposition a permis de réduire les risques.
Les Bombardements atomiques d'Hiroshima et Nagasaki ont permis de connaître les effets immédiats et à long terme des fortes doses de rayonnements. Ces connaissances ont été extrapolées aux faibles doses d'irradiation avec une marge d’incertitude qui a sans doute fait sous-estimer les risques environnementaux au moment de l’accident de Tchernobyl.

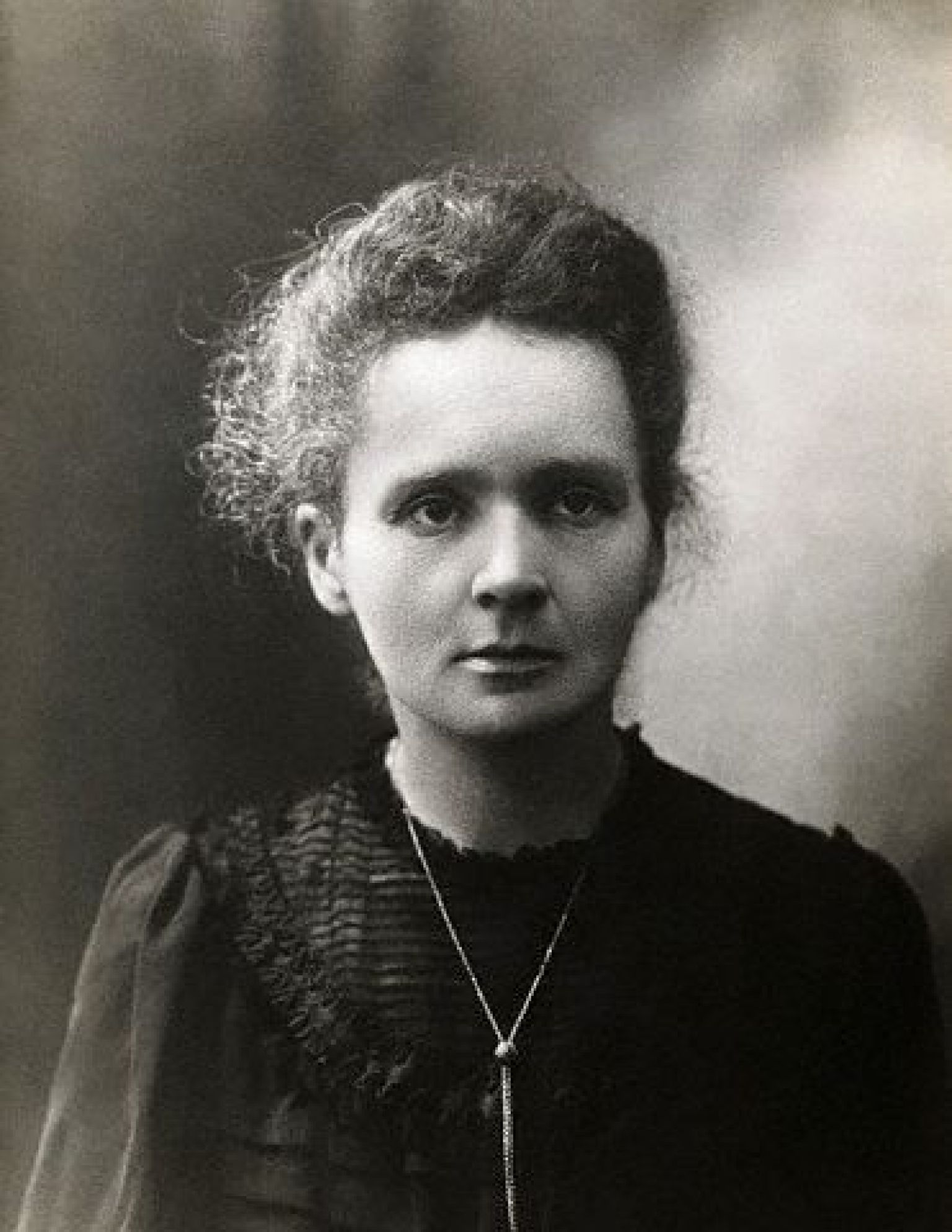
Marie Curie, une des premières victimes de la radioactivité

## Effets somatiques généraux

### Irradiation Globale unique

#### Doses supérieures à 2,5 Gy
Elles déterminent le syndrome aigu des radiations qui débute en quelques heures par un état de choc avec nausées et vomissements, suivi d’une période de latence de quelques jours à deux semaines.
Puis apparaissent :
- Des troubles généraux (asthénie, céphalées, vertiges prostration, hyperthermie)
- Des troubles digestifs (diarrhée, vomissements)
- Des troubles cardiovasculaires (hypotension, tachycardie, arythmie)
- Un syndrome hémorragique

Le pronostic et l’évolution dépendent de la dose :
1. 6 Gy ou plus : mort constante entre le 9e et le 24e jour par cachexie, collapsus ou hémorragie.
2. 4 Gy sont mortels dans 50 % des cas au 30e jour.
3. 2,5 Gy sont mortels dans 5 % des cas seulement des suites de complications infectieuses survenues après la 4e semaine.

De telles doses sont exceptionnelles : Liste des accidents

#### Doses comprises entre 0,75 et 2,5 Gy
Elles provoquent une forme mineure du syndrome aigu avec les mêmes symptômes et une évolution prolongée qui permet d’observer l’apparition de troubles cutanés et sanguins (la leucopénie peut persister de 2 à 5 ans)

### Irradiation globale fractionnée
Des irradiations faibles répétées sur tout le corps ou une fraction importante du corps peuvent entraîner le mal des rayons bien connu des radiothérapeutes et qui se traduit par des signes subjectifs voisins des formes mineures.

### Effets somatiques localisés à un tissu
La peau, les tissus hématopoïétiques, l’œil et les gonades sont les organes critiques.

### Irradiation partielle (accidents cutanés)
Les radiodermites sont précoces ou tardives selon la distribution de la dose dans le temps

#### Radiodermites précoces
Elles ne se voient qu’après une dose localisée importante d’au moins 5 Gy. Comme pour les brûlures on recense trois degrés :
| Radiodermites précoces              |                           |               |                                                                                 |                             |                                       |
| Degré de la radiodermite            | Dose approximative (Gray) | délai (jours) | Lésions                                                                         | Durée                       | Séquelles                             |
| 1er (radioépidermite érythémateuse) | 5-6                       | 10-20         | Érythème prurigineux plus ou moins foncé puis desquamation                      | 1 semaine                   | dépilation temporaire                 |
| 2e (radioépidermite bulleuse)       | 10-15                     | 8-10          | Érythème intense prurigineux puis phlyctènes puis ulcérations                   | 1 à 2 mois                  | pigmentation et dépilation définitive |
| 3e (radiodermite ulcéreuse)         | > à 15                    | qq jours      | Érythème intense œdémateux puis bulles douloureuses qui s'ulcèrent profondément | des mois ou même des années | Cicatrisation incertaine Sclérose     |

#### Radiodermites tardives
Ce sont les classiques radiodermites des radiologues qui apparaissent après plusieurs années de latence mais qui, une fois constituées ne régressent pas.
1. Premier stade atrophique : la peau d’abord sèche et pigmentée s’amincit, les poils tombent, les ongles se fendillent, des télangiectasies apparaissent. Parfois on voit également des hyperkératoses et parfois des taches noires traduisant des hémorragies intracutanées.
2. Second stade ulcéreux : ulcération atone douloureuse correspondant à une radionécrose tardive déclenchée par un traumatisme ou une infection.
3. Troisième stade cancéreux : les bords de l’ulcération s’épaississent, le fond devient bourgeonnant, la base adhère au plan profond. La tumeur reste généralement longtemps localisée mais elle peut produire des métastases par voie lymphatique.

### Accidents sanguins
L’irradiation des tissus hématopoïétiques peut provoquer une aplasie médullaire dont le signe d’alarme est la leucopénie. Cette éventualité justifie une surveillance hématologique des salariés exposés en fonction des doses mesurées par la dosimétrie. On peut également voir des leucémies pour des doses élevées.

### Accidents oculaires
Il s’agit essentiellement de cataractes qui peuvent survenir plusieurs années après exposition à des doses de 5 à 8 Gy.

### Action sur les gonades
L’irradiation des testicules provoque une azoospermie temporaire ou définitive selon les doses. Celle des ovaires provoque une ménopause artificielle temporaire ou définitive.

## Autres effets somatiques

### Effets sur la réponse immunitaire
Des doses de 1 à 2 Gy en irradiation totale peuvent entraîner  une atteinte de la réponse immunitaire qui pourrait accroître la probabilité d’infection, de morbidité et de mortalité associée.

### Effets cancérogènes

#### Cancers cutanés
La mise en évidence incontestable de cancers radio-induits n’a guère suivi de plus de 5 ans la découverte des rayons X et de la radioactivité, Frieben décrivant en 1902 la survenue de cancer cutanés spinocellulaire sur radiodermite. Il s’agissait d’un homme de 33 ans qui avait utilisé pendant 4 ans une de ses mains comme sujet d’épreuve dans une usine de tubes radiologiques. Des milliers d’autres cas ont été ensuite répertoriés et 10 à 30 % des radiodermites se cancérisent après un délai allant de quelques années à plusieurs dizaines d’années.

#### Leucémies
Deux décennies plus tard, les leucémies des radiologues étaient un souci évident avant que soient édictées, par la Commission internationale de radioprotection (CIPR), issue en 1928 de la Société internationale de radiologie, les recommandations concernant les premières limites professionnelles d’exposition qui devaient les faire disparaître (1R de rayons X par semaine). Lewis aux États-Unis dans une étude sur 1800 radiologues a noté une proportion de leucémies de 61 p 100 000 contre 8 p 100 000 dans la population générale.
Cette période historique est commémorée par la stèle de Hambourg rappelant le tribut à la maladie des pionniers, médecins et chimistes ; figure sur cette liste Marie Sklodowska-Curie, sévèrement exposée lors de la séparation du radium et du polonium, puis lors de sa campagne des "petites Curie" pendant la Première Guerre et souffrant vraisemblablement de syndrome myélodysplasique, conséquence d’une irradiation externe (OPRI rapport annuel 1995).

#### Tumeurs osseuses
Le radium était très utilisé dans la 1re moitié du XXe siècle et dans les années 1920 on commença à décrire, chez les jeunes femmes peintres miniaturistes des cadrans lumineux des montres "the radium jaw", ostéomyélite du maxillaire (1er cas constaté en 1924) préludant de peu aux ostéosarcomes avec un temps de latence de 4 à 13 ans (in Radioactivity and Health, N. Stannard 1979). La contamination se faisait par voie digestive (les ouvrières suçaient la pointe du pinceau pour faciliter l’application de la peinture radioactive.( sulfure de zinc rendu luminescent par addition de 1 à 4 mg de radium ou de mésothorium pour 100 g de peinture).
Ce fut une des premières études nettes indiquant le caractère carcinogène des rayonnements ionisants, on observa :
- Un excès de cancers osseux une dizaine d'années après l'exposition : 55 cas parmi 3000 femmes. (Rowland [1]) En 1938,  28 des ouvrières contaminées avaient succombé.

- Accompagné d’un excès de cancers du poumon (vraisemblablement dû au radon se dégageant du radium)

#### Extraction des minerais radioactifs: cancers bronchiques
En milieu professionnel, la trace de l’induction de cancers consécutive à l’exposition aux rayonnements peut être remontée jusqu’en 1879 où Harting et Hesse décrivirent un
« lymphosarcome des ganglions bronchiques » chez près de 75 % des mineurs du Schneeberg  où le radon fut identifié comme agent causal par Lorenser et Ludewig en 1924, et chez les mineurs de Jachymov Joachimsthal (mines d’uranium et de radium)
Les cancers surviennent dans l’ensemble après un long délai d’exposition  (20 à 50 ans au Schneeberg et 13 à 23 ans au Joachimsthal). Ce cancer atteint habituellement le lobe inférieur droit, c’est un cancer à petites cellules d’évolution très maligne qui a longtemps été pris pour un sarcome. 
La maladie de la montagne était connue depuis le XVIe siècle, depuis que le médecin suisse Théophrastus Bombrastus von Hohenheim la décrivit avant de connaître auprès des toxicologues, sous le nom de Paracelse, la renommée définitive que lui valut son aphorisme "Rien n’est poison, tout est poison, ce qui fait le poison c’est la dose" propos qui n’a rien perdu de son aptitude à susciter les débats les plus vifs, en particulier celui des faibles doses.

#### Cancers de seconde génération
Plausibilité biologique
Une étude a comparé 79 enfants nés en 1994 en Biélorussie de parents résidents en  Biélorussie lors de la catastrophe de Tchernobyl,  à 105 enfants anglais. La méthode utilisée consistait à prélever l’ADN chez l’enfant et ses parents (cellules somatiques).
La fréquence des mutations dans certains locus de l’ADN présentes chez l’enfant mais pas chez ses parents était doublée chez les enfants biélorusses par rapport aux anglais (p=0,004).
Parmi les enfants biélorusses, le taux de mutation était aussi corrélé à l’irradiation du lieu de naissance. (Dubrova, 1996,1997)
Le mécanisme possible évoqué est la mutation des cellules germinales des parents induites par l’irradiation, et transmises à l’enfant. 
Exposition professionnelle paternelle et cancer de seconde génération
Un excès de cas de leucémies de l’enfant a été observé autour de l’usine de traitement des déchets nucléaires de Seascale (U.K.)
Une étude cas-témoin a indiqué que l’exposition professionnelle du père aux rayonnements ionisants augmentait le risque de leucémie :
RR=1,6 (IC 95 % : 1,0-2,2) pour une augmentation de 100 mSv de l’exposition paternelle (Gardner, 1990,)
Les résultats font encore  débat:
- Faible nombre de cas

- Des hypothèses non contradictoires ont été proposées (origine partiellement virale des leucémies, Dickinson et Parker, Int J Cancer, 2002[4])

#### Exposition d’origine médicale et cancer de seconde génération
Une évaluation du risque de leucémie en relation avec l’exposition du père  dans une étude cas-témoins montre un RR=3,8 (IC 95 % : 1,5 ; 9,6) associé avec la réalisation par le père de 2 radios intestinales ou plus avant la conception
Ces résultats vont dans le sens de l’hypothèse soulevée par Gardner dans le cadre de l’exposition professionnelle.
Toutefois l’estimation de l’exposition (par un questionnaire) ne permet pas d’exclure un biais de mémorisation (Shu, 1994 )

### Effets sur l’embryon
Selon la dose et l’âge de l’embryon on peut observer la mort fœtale (dose d’environ 6 Gy) ou des troubles du développement avec risque de malformations.

## Effets génétiques

### Mutations géniques
Elles provoquent des lésions qui ne sont pas observables au niveau des chromosomes.

### Mutations chromosomiques
Visibles par observation des chromosomes au microscope : ruptures chromosomiques suivies ou non de ressoudures anormales.